# Le Mesnil-Villeman
Le Mesnil-Villeman är en kommun i departementet Manche i regionen Normandie i norra Frankrike. Kommunen ligger i kantonen Gavray som tillhör arrondissementet Coutances. År 2022 hade Le Mesnil-Villeman 237 invånare.

## Befolkningsutveckling
Antalet invånare i kommunen Le Mesnil-Villeman
| Referens: INSEE |